# 汤诜
汤诜，宋朝政治人物。
汤诜曾于1205年接替赵汝章任华亭县知县一职，1206年由汪立中接任。